# Cristina Iovu
Cristina Iovu (Chișinău, 8 novembre 1992) è una sollevatrice moldava naturalizzata rumena.

## Carriera
Vincitrice della medaglia d'oro nei 53 kg agli Europei di Adalia 2014, Cristina Iovu aveva ottenuto il terzo posto alle Olimpiadi di Londra 2012 sempre nella stessa categoria di peso.
Nel 2013, dopo avere iniziato a gareggiare per l'Azerbaigian, in seguito ai Mondiali di Breslavia viene squalificata per positività all'Oxandrolone per due anni dal 19 giugno 2013 al 19 giugno 2015. La federazione azera è stata sanzionata dall'IWF con una multa di 500.000 $ a causa delle molte positività a sostanze proibite riscontrate.
Nel 2016 Iovu ha cambiato per la terza volta nazionalità iniziando a rappresentare la Romania. Il 27 luglio 2016 l'IWF ha annunciato la positività dell'atleta al deidroclorometiltestosterone dopo avere sottoposto a nuove analisi i campioni risalenti alle Olimpiadi di Londra 2012. Nel novembre dello stesso anno le viene tolta la medaglia olimpica di bronzo vinta in quella edizione dei Giochi, oltre a essere nuovamente sospesa dalla competizione agonistica.

## Palmarès

### Per la Moldavia
- Europei

Adalia 2012: oro nei 53 kg.

### Per l'Azerbaigian
- Universiadi

Kazan' 2013: argento nei 53 kg.

### Per la Romania
- Europei

Førde 2016: oro nei 53 kg.